# Erik Lidman
Erik Torsten Lidman, född den 30 juni 1875 i Karlstad, död den 14 maj 1954 i Kalmar, var en svensk ämbetsman.
Lidman avlade juris utriusque kandidatexamen vid Uppsala universitet 1900. Han blev extra länsnotarie i Östergötlands län 1905, ordinarie länsnotarie där 1907 och länsassessor där 1917. Lidman var landssekreterare i Kalmar län 1923–1940. Han blev riddare av Vasaorden 1921 och av Nordstjärneorden 1929 samt kommendör av andra klassen av sistnämnda orden 1938. Lidman är begravd på Västra griftegården i Linköping.